# Parastrophia cygnicollis
Parastrophia cygnicollis is een slakkensoort uit de familie van de Caecidae. De wetenschappelijke naam van de soort is voor het eerst geldig gepubliceerd in 1904 door Hedley.